# Совєтський Байгол
Совєтський Байгол (рос. Советский Байгол) — село Турочацького району, Республіка Алтай Росії. Входить до складу Турочацького сільського поселення.
Населення — 10 осіб (2015 рік).